# 아마토요쓰히메노미코토
아마토요쓰히메노미코토(일본어: 天豊津媛命, 생몰년 미상)는 결사팔대(欠史八代)의 한 사람인 이토쿠 천황(懿徳天皇)의 황후이며, 고쇼 천황(孝昭天皇)과 다케시히코쿠시토모세(武石彦奇友背)의 생모이다.

## 가족 관계
- 남편: 일본 제4대 천황 이토쿠 천황(懿德天皇, 기원전 533년 ~ 기원전 477년)
  - 장남: 일본 제5대 천황 고쇼 천황(孝昭天皇, 기원전 506년 ~ 기원전 393년)
  - 차남: 다케시히코쿠시토모세노미코토(武石彦奇友背命)